# 전각
전각(篆刻)은 서화 등의 낙관에 쓰이는 도장에 전서(篆書)를 새기는 것을 말한다. 현대에는 방촌(方寸)의 세계의 생명의 약동을 표현하는 예술로서 글씨의 한 분야를 차지하고 있다. 어떠한 서체이건 좋으나 작서를 새길 경우가 많으므로 전각이라 한다.
돌·나무·대나무 등의 인재(印材)에 문자를 반대로 쓰고서 인도(印刀)를 가지고서 새긴다. 문자가 붉게 바탕이 희게 압인되는 것을 주문(朱文)이라 하고, 그 반대를 백문(白文)이라 한다. 주문으로 새기는 것을 양각(陽刻), 백문으로 새기는 것을 음각(陰刻)이라고도 한다. 또한 각자(刻字)를 전각가(篆刻家), 새긴 것을 인장(印章)이라 하고, 역대의 고인(古印), 각 가각인(家刻印)의 인영(印影)을 모은 것을 인보(印譜)·인집(印集)·인존(印存)이라 부르고 있다.